# Carl Noberg
Carl Noberg, född 14 juni 1715 i S:t Laurentii församling, Östergötlands län, död 1 juni 1781 i Å församling, Östergötlands län, var en svensk präst.

## Biografi
Carl Noberg föddes 1715 i S:t Laurentii församling, Söderköping. Han var son till rådmannen Anders Noberg och Elisabeth Fabricius. Noberg blev höstterminen 1736 student vid Uppsala universitet och prästvigdes 10 juni 1742. Han blev 1744 brukspredikant vid Gusums bruk och 12 maj 1760 kyrkoherde i Å församling. Den 16 april 1777 blev han prost. Noberg avled 1781 i Å församling och begravdes 7 juni samma år.
Ett porträtt av Noberg och hans fru finns på pastorsexpeditionen i Å församling.

### Familj
Noberg ggifte sig 12 december 1745 med Inga Lundgren (död 1783). Hon var dotter till tullskrivaren Per Lundgren i Norrköping. De fick tillsammans barnen Helena Elisabeth Noberg (1747–1772), Catharina Maria Noberg (född 1749) som var gift med rådmannen Petrus Becker i Norrköping, Eric Noberg (1751–1787) och skolmästaren Anders Samuel Noberg (1754–1787)i Å församling.